# Cuộc trở về của Sabata
Cuộc trở về của Sabata  (tiếng Ý: È Sabata tornato... hai chiuso un'altra Volta, tiếng Anh: Return of Sabata) là một bộ phim Cao bồi Ý (Spaghetti Western) của đạo diễn Gianfranco Parolini. Là phim thứ ba trong bộ ba phim về nhân vật Sabata, cùng với sự trở lại của Lee Van Cleef là nhân vật chính..